# 庫梅爾·南賈尼
庫梅爾·南賈尼（英語：Kumail Nanjiani；1978年5月2日—），巴基斯坦裔美國演員、作家、脫口秀喜劇演員和播客主持人，其最著名的角色為HBO電視劇《硅谷群瞎传》的迪尼希·楚泰（Dinesh Chugtai）和《探險活寶》的少年啪，同時也在TNT的《小律師大作為》中擔任要角。脫口秀方面，南賈尼是喜劇中心的《喜劇大崩潰》的共同主持人。除此之外，他亦是兩個播客節目的錄製者。
2017年，南賈尼領銜主演半自傳式浪漫喜劇《愛情昏迷中》，並與其妻子艾米莉·V·戈登一起擔任該部電影的編劇。《愛情昏迷中》在第90屆奧斯卡金像獎獲得奥斯卡最佳原创剧本奖的提名，但它最終敗給喬丹·皮爾的《逃出絕命鎮》。

## 早年生活
南賈尼在1978年2月21日出生於巴基斯坦的卡拉奇，是莎芭娜（Shabana）和艾加茲（Aijaz）的兒子。他自小是什葉派的穆斯林，但現今已經放棄該信仰。另外，蘇格蘭電台節目主持人希琳·南賈尼是庫梅爾的二表姐。
童年時期，南賈尼在卡拉奇長大並就讀當地的卡拉奇文法學校。18歲時，他移居至美國同時入讀愛阿華州的格林内尔学院，修讀電腦科學和哲學。2001年，南賈尼完成課程，獲得雙學士學位。

## 生涯

### 2008–2016：電視工作

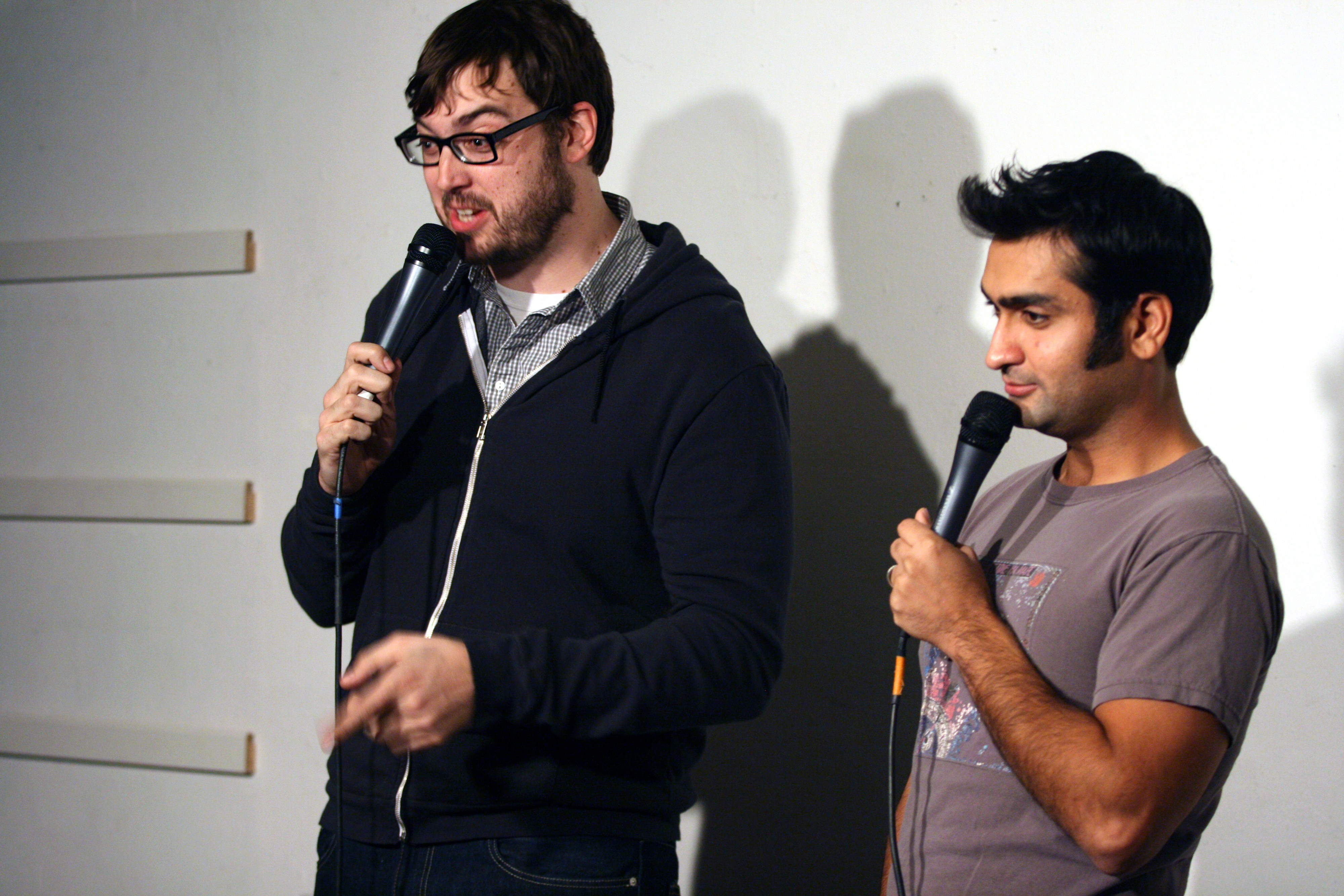
南賈尼與喬納·瑞伊一起於2011年12月7日主持脫口秀

2011年7月，南賈尼與《X-Play》的員工艾莉·貝克（Ali Baker）一起主持一個以電子遊戲為主題的播客，名叫《宅男宅女》。同年八月，貝克不再擔當主持，其職位由南賈尼的妻子艾米莉·V·戈登代替 。南賈尼亦經常在丹·哈蒙的播客《哈蒙鎮》擔任嘉賓，並在那裡遊玩《龍與地下城》。2013年，他在《夏日之王》出演一位郵差。
南賈尼之後於《副人之仁》容串出演一位統計學家。他後來又在《新聞廣播員》飾演阿米爾·拉魯薩（Amir Larussa）和在《探險時光》飾演少年啪。2013年6月尾，喜劇中心公佈由南賈尼和喬納·瑞伊共同主持的《喜劇大崩潰》的消息，該節目會由Nerd Melt的喜劇常客和各個喜劇演員組成，並將於2014年7月開播。其喜劇中心的節目《Beta版男人》（Beta Male）亦在2013年7月正式開播。2014年4月，他開始在HBO情景喜劇《硅谷群瞎传》飾演迪尼希·楚泰（Dinesh Chugtai），同時亦為《行屍：第二季》的雷吉（Reggie）獻聲。同年7月，他開始主持一個專門討論和回憶《X档案》的廣播節目《X档案的文件》（The X-Files Files），其每集都會邀請一位嘉賓，例如《X檔案》的前編劇、製作人、演員與導演。
在2015年，南賈尼客串出演《大城小妞》的其中一集。從同年3月22日開始，他開始為《最後一戰5：守護者》的廣播劇《獵尋真相》（Hunt the Truth）中的穆沙克·莫拉迪（Mshak Moradi）獻聲。2015年5月5日，南賈尼在《艾米·舒默的內心世界》的《艾米·舒默內心世界裡的十二怒漢》一集中飾演其中一個陪審員。同年7月，他獲邀在《飲料杯歷險記》和《潘恩·澤羅：兼職英雄》中擔任客串配音員。2015年11月，南賈尼與茱莉亚·路易斯-德瑞弗斯和史努比狗狗一起為老海軍拍攝TV廣告。2016年4月，他與《週六夜現場》的演職人員傑·法羅、塞西莉·斯特朗和纳西姆·帕杜雷德一起再一次為老海軍拍攝廣告。

### 2017–現在：取得突破
2017年，南賈尼與其妻戈登一同擔當浪漫喜劇《愛情昏迷中》的編劇。電影描述他們夫妻之間的關係，男主角由南賈尼親自主演，而戈登（在戲中改名作艾蜜莉·加德納）則交由柔伊·卡山飾演。《愛情昏迷中》被認為2017年最受好評的電影之一，它被美国电影学会列為當年的十大電影之一，同時還在第90屆奧斯卡金像獎獲得奥斯卡最佳原创剧本奖的提名。該片最終賺得超過4000萬美元，為2017年第三高票房的獨立電影。
南賈尼會在2019年5月24日上映的《玩命憂步》出演一角。除此之外，南賈尼還會在《玩命憂步》上映後在《黑超特警組：反轉世界》中合演。南賈尼還會在2020年1月17日上映的《杜立德》中為鴕鳥普林普頓（Plimpton）獻聲。

## 個人生活

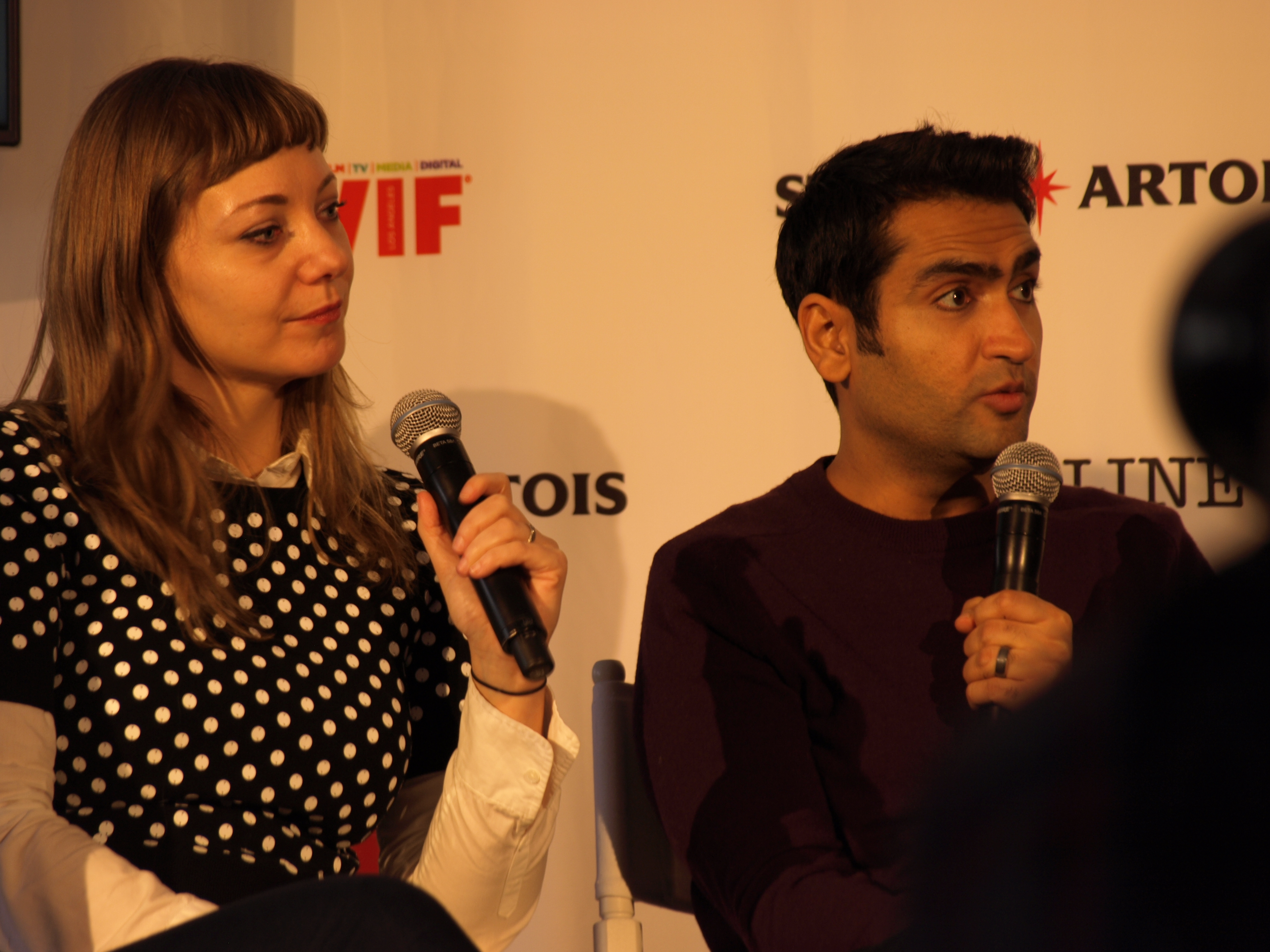
南賈尼與其妻子艾米莉·V·戈登一起出席2017年1月20日的日舞影展

2007年，南賈尼與作家、喜劇製片人、前婚姻及家庭治療師艾米莉·V·戈登結婚。南賈尼與戈登在芝加哥的一個喜劇節目中結識，當時後者不小心打斷前者的表演，而這場景亦有包含在《愛情昏迷中》內。在接下來的幾個月，他們開始交往，但在這期間戈登患上成人史迪爾氏症候群，病情更嚴重得要進入人工昏迷。三個月後，戈登病癒。交往近一年後，兩人結成夫妻。他們此前同居於芝加哥和紐約，之後搬到洛杉磯居住。
戈登亦是《喜劇大崩潰》（2014–2016）的製片人與經紀。

## 出演作品

### 電影
| 年份 | 作品名                   | 角色           | 備註         |
| ---- | ------------------------ | -------------- | ------------ |
| 2010 | 《命中注定多個你》       | 西蒙           |              |
| 2012 | 《婚迷指數：5》          | 巴基斯坦主廚   |              |
| 2013 | 《夏日之王》             | 郵差加里       |              |
| 2013 | 《地獄寶貝》             | 修理工         |              |
| 2013 | 《瘋狂的米羅》           | 鮑比           |              |
| 2014 | 《最後的大浪漫主義者》   | 酒吧侍應喬治   |              |
| 2014 | 《愛愛上雲端》           | 普尼特         |              |
| 2015 | 《加載》                 | 禮薩           |              |
| 2015 | 《扭轉時光機2》          | 布拉德         |              |
| 2015 | 《沉癮於弗雷斯諾》       | 戴蒙           |              |
| 2015 | 《哈囉，我叫朵莉絲》     | 納西爾         |              |
| 2015 | 《地獄之旅》             | 魔鬼戴夫       | 配音         |
| 2015 | 《怪物遊戲》             | 工頭           |              |
| 2016 | 《中央情爆員》           | 機場保安賈里德 | 客串         |
| 2016 | 《婚禮玩很大》           | 基努           |              |
| 2016 | 《天性使然》             | 瑞戈格爾曼     |              |
| 2016 | 《死黨們》               | 羅             |              |
| 2016 | 《大器晚成》             | 里奇           |              |
| 2017 | 《愛情昏迷中》           | 庫梅爾·南賈尼  | 同時擔任編劇 |
| 2017 | 《徒手大戰》             | 梅赫爾警官     |              |
| 2017 | 《巨大比例的發生》       |                |              |
| 2017 | 《滑稽：紀錄片》         | 他自己         |              |
| 2017 | 《樂高旋風忍者電影》     | 阿光           | 配音         |
| 2018 | 《鴨油》                 | 傑克           |              |
| 2019 | 《玩命憂步》             | 施圖           |              |
| 2019 | 《黑超特警組：反轉世界》 | 小咖           |              |
| 2020 | 《杜立德》               | 普林普頓       | 配音         |
| 2021 | 《永恆族》               | 金勾           |              |

### 電視
| 年份      | 作品名                     | 角色                    | 備註          |
| --------- | -------------------------- | ----------------------- | ------------- |
| 2008      | 《週六夜現場》             | 印度記者                | 未記名（1集） |
| 2009      | 《科拜尔报告》             | 多個角色                | 2集           |
| 2009      | 《麥可和麥可有問題》       | 庫梅爾                  | 7集           |
| 2010      | 《醜陋的美國人》           | 內奧蘭多·帕特爾（聲演） | 1集           |
| 2011      | 《愛情紅綠燈》             | 保羅                    | 1集           |
| 2011      | 《CollegeHumor Originals》 | 小販                    | 1集           |
| 2011      | 《Googy》                  | 德韋恩                  | 6集           |
| 2011–2014 | 《小律師大作為》           | 品達·辛格               | 31集          |
| 2011–2018 | 《波特蘭迪亞》             | 多個角色                | 13集          |
| 2012–2016 | 《探險時光》               | 少年啪（聲演）          | 7集           |
| 2013–2015 | 《新聞廣播員》             | 阿米爾·拉魯薩           | 11集          |
| 2013      | 《烈愛》                   | 扎基爾                  | 17集          |
| 2013      | 《副人之仁》               | 統計學家                | 1集           |
| 2013      | 《醉酒史》                 | 拉科塔族廚師            | 1集           |
| 2013      | 《鬼魂女孩們》`            | 馬圖先生                | 1集           |
| 2014–現在 | 《硅谷群瞎传》             | 迪尼希·楚泰             | 46集          |
| 2014      | 《Math Bites》             | 街訪人士                | 1集           |
| 2014      | 《皮特·霍姆斯秀》          | 達爾西姆                | 1集           |
| 2014–2016 | 《喜劇大崩潰》             | 他自己（主持）          | 24集          |
| 2014      | 《卡通一蘿筐》             | 迪克·吉尼（聲音）       | 4集           |
| 2014      | 《賈芬柯與奧茲》           | 喬丹                    | 1集           |
| 2014      | 《阿奇與阿皮》             | 大學生                  | 1集           |
| 2014–2015 | 《开心汉堡店》             | 斯奇普（聲演）          | 2集           |
| 2014–2015 | 《废柴联盟》               | 管理人拉帕里            | 2集           |
| 2015      | 《大城小妞》               | 班尼·卡利特里           | 1集           |
| 2015      | 《间谍亚契》               | 法魯克·阿什卡尼（聲演） | 1集           |
| 2015      | 《艾米·舒默的內心世界》    | 第11位陪審員            | 1集           |
| 2015      | 《Scheer-RL》              | 瑪麗·嘉兒               | 1集           |
| 2015      | 《潘恩·澤羅：兼職英雄》    | 可愛的市長（聲演）      | 1集           |
| 2015      | 《飲料杯歷險記》           | 弗利洛克的蜜蜂（聲演）  | 1集           |
| 2015      | 《律师兄弟》               | 檢察官倫納德            | 2集           |
| 2016      | 《X档案》                  | 帕夏                    | 1集           |
| 2016      | 《紐約屁民》               | 魯斯蒂（聲演）          | 1集           |
| 2016      | 《第31屆獨立精神獎》       | 他自己（主持）          | 1集           |
| 2016-2017 | 《哈蒙之旅》               | 艾迪·里薩德             | 2集           |
| 2017      | 《週六夜現場》             | 他自己（主持）          | 1集           |
| 2018      | 《第10季魯保羅變裝皇后秀》 | 他自己（評委）          | 1集           |
| 2022      | 《歐比王·肯諾比》          | 哈賈·艾斯垂             | 1集           |
| 2024      | 《無限可能：假如…？》      | 金勾                    | 1集           |

### 電子遊戲
| 年份 | 作品名                       | 角色         |
| ---- | ---------------------------- | ------------ |
| 2013 | 《行屍：第二季》             | 雷吉         |
| 2015 | 《Fight Haver (Fast Drive)》 | Fight Haver  |
| 2017 | 《质量效应：仙女座》         | 雅倫·坦恩    |
| 2017 | 《中土世界：戰爭之影》       | The Agonizer |

### 網路節目
| 年份      | 作品名           | 角色   | 備註     |
| --------- | ---------------- | ------ | -------- |
| 2013–2017 | 《哈蒙鎮》       | 他自己 | 定期來賓 |
| 2017      | 《Game Grumps》  | 他自己 | 1集      |
| 2017      | 《Movie Fights》 | 他自己 | 1集      |

## 獎項與提名
| 年份 | 獎項                   | 類別             | 提名作品       | 結果 |
| ---- | ---------------------- | ---------------- | -------------- | ---- |
| 2017 | 第90屆奧斯卡金像獎     | 最佳原创剧本奖   | 《愛情昏迷中》 | 提名 |
| 2017 | 評論家選擇電影獎       | 最佳原創劇本     | 《愛情昏迷中》 | 提名 |
| 2017 | 評論家選擇電影獎       | 最佳喜劇類男演員 | 《愛情昏迷中》 | 提名 |
| 2017 | 底特律影评人协会獎     | 最佳劇本         | 《愛情昏迷中》 | 提名 |
| 2017 | 底特律影评人协会獎     | 最佳群戲         | 《愛情昏迷中》 | 提名 |
| 2017 | 坎巴爾獎最佳敘事       | 坎巴爾獎最佳敘事 | 《愛情昏迷中》 | 獲獎 |
| 2017 | 哥譚獨立電影獎         | 最佳劇本         | 《愛情昏迷中》 | 提名 |
| 2017 | 华盛顿特区影评人协会獎 | 最佳原创剧本     | 《愛情昏迷中》 | 提名 |
| 2017 | 獨立精神獎             | 最佳處女劇本     | 《愛情昏迷中》 | 獲獎 |
| 2017 | 有色人种促进协会形象奖 | 傑出電影編劇     | 《愛情昏迷中》 | 提名 |
| 2017 | 美國演員工會獎         | 最佳集體演出     | 《愛情昏迷中》 | 提名 |
| 2017 | 美國電視評論家選擇獎   | 最佳喜劇類男配角 | 《硅谷群瞎传》 | 提名 |
| 2017 | 舊金山國際電視節       | 導演獎           | 他自己         | 獲獎 |

## 外部連結
- 庫梅爾·南賈尼在互联网电影资料库（IMDb）上的資料（英文）
- 庫梅爾·南賈尼的X（前Twitter）
- 庫梅爾·南賈尼的Instagram帳戶